# Независимый кинематограф
Независимое кино — профессиональные художественные фильмы, которые производятся в значительной или полной мере вне системы основных киностудий. Помимо того, что такое кино в основном снимается и распространяется независимыми компаниями, независимые фильмы также могут производить и/или распространять дочерние структуры крупных киностудий. Независимые фильмы отличаются по своему содержанию, стилю и приёмам, которые выбирают кинематографисты для художественной реализации.

## Особенности
Обычно, но не всегда, бюджеты у независимых фильмов гораздо ниже, чем бюджеты фильмов крупных киностудий. Как правило, сбыт независимых фильмов характеризуется ограниченным тиражом, но при этом он может иметь серьёзные маркетинговые кампании и широкий прокат. Независимые фильмы часто показываются на местных, национальных или международных кинофестивалях до проката. Независимое кинопроизводство может соперничать с кинопроизводством крупных студий, если оно обладает необходимым финансированием и дистрибуцией.
С 1990-х годов наблюдался подъём и успех независимого кино не только на кинофестивалях, но и в кассовых сборах, а при появлении таких актёров, как Брюс Уиллис, Джон Траволта и Тим Роббинс независимые фильмы стали популярны и у голливудских студий.

### Техническое оснащение
С появлением потребительских видеокамер в 1985 году, и что более важно, — с появлением цифрового видео в начале 1990-х снизился барьер для технологии производства кино. До того, как цифровые альтернативы стали доступными, стоимость профессионального оборудования и инвентаря для создания фильмов была серьёзным препятствием для независимых режиссёров, которые хотели делать своё собственное кино.
Независимое кино развивалось в 1990-х и 2000-х годов и стимулировалось целым рядом факторов, в том числе разработкой доступных цифровых кинокамер, которые могли посоперничать с 35-мм плёнкой высокого качества, Персональные компьютеры плюс простое в использовании компьютерное программное обеспечение для нелинейного монтажа резко сократили расходы на постпродакшн.
А такие технологии, такие как DVD, Blu-ray диски и онлайн-видеосервисы упростили распространение продукции. Даже 3D-технология сейчас доступна для малобюджетных независимых режиссёров.

## В мире

### в США
С момента изобретения «Кинетоскопа» Томас Эдисон считал себя единоличным правообладателем всех кинотехнологий, учредив картель «Компании кинопатентов», более известный как «Трест Эдисона». Компания была создана для организации корректного использования патентованной техники в кинопроизводстве и прокате, однако фактически монополизировала кинопроизводство и кинопрокат. Например, 24 декабря 1908 года полиция закрыла 500 кинозалов из 800 под предлогом нарушения патентного права[2]. Производители и прокатчики, не вошедшие в трест и не согласные с проводимой им политикой, объявили себя «независимыми», пытаясь бороться с монополией Эдисона. «Независимые» образовали союз и, скрываясь от преследования, стали переносить студии с восточного побережья на западное, подальше от агентов «Треста Эдисона», по сути образовывая современный Голливуд. В 1913 срок действия основных патентов истёк, а в 1915 решением суда трест был ликвидирован, однако из кинокомпаний новой волны в Голливуде быстро образовалась олигополия, настолько сильная, что в 1930-х годах подавляющее большинство кинотеатров страны принадлежало пяти крупнейшим кинокомпаниям: MGM, Paramount Pictures, RKO, Warner Bros и 20th Century Fox. В такой обстановке некоторые кинематографисты вновь устремились к независимости, и 5 февраля 1919 года четыре ведущие фигуры в американском немом кино (Мэри Пикфорд, Чарльз Чаплин, Дуглас Фэрбэнкс, и Д. У. Гриффит) основали United Artists (UA), первую независимую студию в Америке.
В 1941 году Мэри Пикфорд, Чарльз Чаплин, Уолт Дисней, Орсон Уэллс, Сэмюэл Голдвин, Дэвид Селзник, Александр Корда и Уолтер Вангер — многие из тех же людей, которые были членами United Artists, — основали Общество независимых кинопроизводителей. Общество было направлено на борьбу за сохранение прав независимых кинопроизводителей, в подавляющем большинстве контролируемых студийной системой. Это общество фактически разрушило монополию семи крупнейших студий Голливуда, которые контролировали производство, распределение и показы фильмов. Общество просуществовало до 1958 года.
В 1951 году юристы заключили сделку с двумя акционерами United Artists — Чарли Чаплином и Мэри Пикфорд, которая предусматривала передачу студии им в собственность на 10 лет с правом последующего выкупа. В 1955 году United Artists стала первой студией без фактической — физической — студии. В первую очередь выступая в качестве инвесторов, студия предложила средства независимым производителям. Таким образом, UA, в отличие от других студий, не имела накладных расходов, затрат на техническое обслуживание или производственный персонал. UA стала публичной в 1956 году и, в отличие от других крупных киностудий, пришедших в упадок, процветала.
В 2000-х, в попытке нажиться на буме независимых фильмов, большая шестёрка сегодняшних крупных студий создала ряд независимых дочерних компаний, направленных на создание менее коммерческих, но более управляемых по характеру и содержанию фильмов, которые привлекают растущее внимание рынка к авторскому кино и артхаусу.

### в Британии
Кинематограф Великобритании:
- Премия британского независимого кино
- Премия BIFA за лучший британский независимый фильм

### в Италии
см. Кинематограф Италии#Независимое кино
Независимое кино продолжило прерванные Первой мировой войной традиции в картинах «Сирано де Бержерак» (1924) и «Мачисте в аду» (Maciste all’inferno, 1926), которые не достигли ожидаемого успеха.

### в Германии
Немецкое кино:
В 1960-70 годы в Западной Германии возникает течение, позиционировавшее себя как «Новый немецкий кинематограф». Наиболее яркими его представителями являлись такие ставшие теперь классиками режиссёры, как Вим Вендерс, Фолькер Шлёндорф, Вернер Херцог, Райнер Вернер Фассбиндер. Эти режиссёры преследовали цель отхода от развлекательного кино в пользу остросоциального, побуждающего к размышлению кинематографа. Фильмы этих режиссёров снимались на деньги независимых студий, поэтому такое кино также стало называться «авторским».

### в Японии
также: Кинематограф Японии#Эпоха независимого кино

### в России
см. Параллельное кино
В России были созданы различные киноленты, получившие популярность и признание, снятые без поддержки государства и представляющие разнообразные тематики и стили.
Алексей Балабанов, возможно, самый известный представитель авторского независимого кинематографа России. Его фильмы «Брат» и «Брат 2» получили огромную популярность в России и западных странах.
«Зелёный слоник» (1999), режиссёр — Светлана Баскова. Фильм про двух арестованных младших офицеров, представляет собой исследование человеческой психологии. Режиссёр заявила, что лента является протестом против чеченской войны.
Фильм «Пыль» (2005) режиссёра Сергея Лобана, снятый за 3 000 $. Яркий пример микробюджетного кино России. Следующий фильм режиссёра, «Шапито-шоу» (2012), тоже был снят без государственной поддержки.
Популярный режиссёр Григорий Константинопольский известен своими авторскими фильмами, многие из которых сняты без государственной поддержки.
«Generation П» (2011), режиссёр — Виктор Гинзбург. Этот проект обращается к теме поколения, выросшего в постсоветской России, с фокусом на его идентичности и ценностях.
«Ампир V» (2023), также режиссёр Виктор Гинзбург, является фэнтезийной картиной о молодом парне, который вступает в секретную секту вампиров.
«КАРАнтин» (2021), режиссёр — Диана Ринго. Лента представляет собой драматическую историю, развивающуюся в пост-постапокалиптическом будущем, где главный герой живёт в бункере более 20 лет. В главной роли — Анатолий Белый.
Картина «Сказка» (2022) режиссёра Александра Сокурова была снята без государственной поддержки. Фильм является экспериментальной лентой с использованием архивных материалов.
Мистический триллер «Омут» (2022) режиссёра Денис Крючкова также был снят без государственной поддержки. Вольфганг Черни сыграл главную роль шамана.
«1984» (2023), также режиссёр Диана Ринго. Этот фильм является первой русскоязычной экранизацией романа Джорджа Оруэлла «1984». В главной роли снялся Александр Обманов.

### в Белоруссии
см. Кинематограф Белоруссии#Альтернативный кинематограф